# Thursania lycas
Thursania lycas là một loài bướm đêm trong họ Noctuidae.